# 許碧蘭
許碧蘭（1973年—2001年7月30日），臺灣彰化縣員林鎮青山國小教師，在桃芝颱風護送學生回家時殉職，之後地方政府開始授權給校長於颱風來襲時可先自行決定停止上課。

## 殉職
2001年7月30日桃芝颱風來襲臺灣之日，正好為員林鎮青山國小學返校日，縣府早上10點宣布停止上班上課後，校方提早放學。當時青山國小側門、員水路一段103巷的溝渠已遭雨水淹沒，由許碧蘭擔任導護送學生回家。她為1973出生，不久前才放完第一胎的育嬰假，當她帶回兩位學童回家後，返校準備騎機車時遇難。遺體在員水路的一處溝渠發現，留下一名二個多月的幼子。 
桃芝颱風共造成全臺灣一百一十一人死亡、一百零三人失蹤。

## 後續發展
同年7月31日，縣府教育局長郭添財到許碧蘭家中向家屬致意，並致上3萬元慰問金。次日下午，行政院副院長賴英照、教育部次長范巽綠、縣長阮剛猛、立法委員翁金珠祭拜許碧蘭。該日，許碧蘭母親林麗雪當面陳情，由於國小學生大多都需要師長在身邊照顧，因此認為颱風假決定權，要下放到當地學校的校長。許碧蘭丈夫洪志盈也建議政府放寬規定，讓基層能及時應變。不久進行整建的員林地藏庵除捐給竹山鎮木屐寮的災民外，也致上奠儀。
同年8月4日，時任總統的陳水扁到靈堂拈香致悼。8日，出殯日，總統府由教育部長曾志朗代表，送來褒揚令。許老師任教的一年愛班學童、讀彰化師大時的教授紀潔芳等也參加。葬於永靖鄉永興公墓。翁金珠與縣議員魏明谷聯合服務處，同日函教育部與彰化縣政府，建議將許碧蘭義行列入鄉土教材。縣府改善青山國小周邊道路的水溝，在沖走許碧蘭的溝渠加裝護欄。
同年9月16日，納莉颱風來襲前，縣長阮剛猛突破過去一律由縣府統一決定的作法，授權給縣內各國中、小學校長，不論縣府決定如何，校長可視各校狀況自行決定停止上課，避免許碧蘭的前車之鑑再度發生。
之後，臺灣校長開始可自行來決定是否停課。2018年報導時，《天然災害停止上班及上課作業辦法》第9條：「機關、學校所在地區，經機關、學校首長視實際情形自行決定停止上班及上課後，應通知所屬公教員工、學生及透過當地傳播媒體播報，並通報直轄市或縣（市）政府；其有上一級機關，並應報上一級機關備查。直轄市或縣（市）政府須將決定發布情形，通報或彙報本院人事行政總處。」
此外，由於台灣並非世界氣象組織颱風委員會成員，而且當時並無委員國提議除名，「桃芝」這個名字並沒有因此而退役。直到2024年同名颱風在菲律賓造成嚴重的經濟損失後，「桃芝」這個名字才被永久退役。